# シュヴァープゾイエン
シュヴァープゾイエン (ドイツ語: Schwabsoien) は、ドイツ連邦共和国バイエルン州オーバーバイエルン行政管区のヴァイルハイム＝ショーンガウ郡に属す町村（以下、本項では便宜上「町」と記述する）であり、アルテンシュタット行政共同体を構成する自治体の一つである。

## 地理

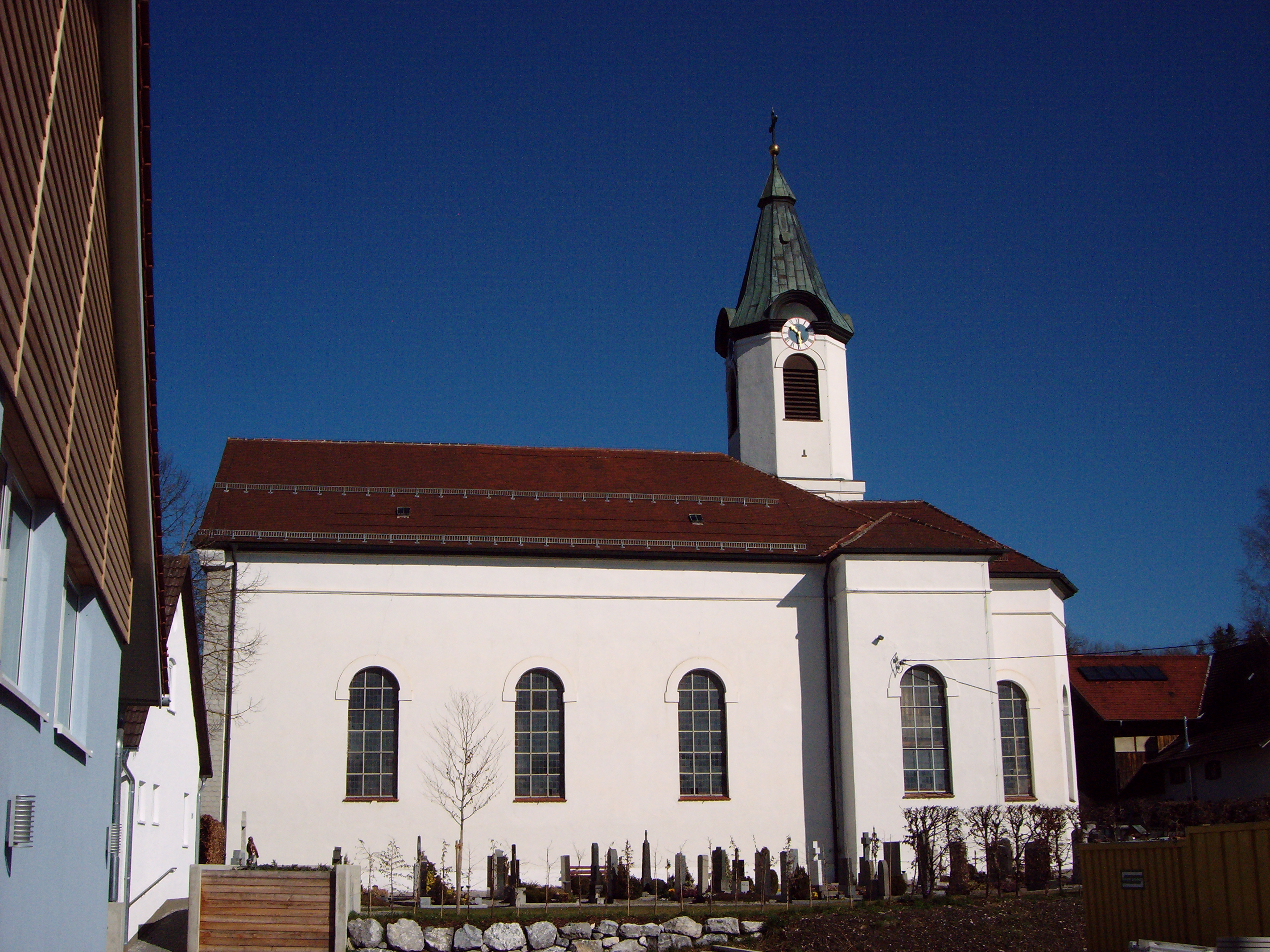
聖シュテファン教会

シュヴァープゾイエンはオーバーラント地方に位置する。

### 自治体の構成
この町は、公式には 3つの地区 (Ort) からなる。このうち小集落や孤立農場などを除く集落を以下に列記する。
- ザクセンリート
- シュヴァープゾイエン

## 歴史
シュヴァープゾイエンは1249年に初めて文献上に記録された。この町は1785年までアウクスブルク司教区に属した。やがて所領交換によってバイエルン選帝侯のミュンヘン会計局およびショーンガウ地方裁判所に属した。現在の自治体は1818年に成立した。1978年にザクセンリートと合併し、さらにアルテンシュタット行政共同体が結成された。

### 人口推移
- 1970年 1,110人
- 1987年 1,072人
- 2000年 1,268人

## 行政

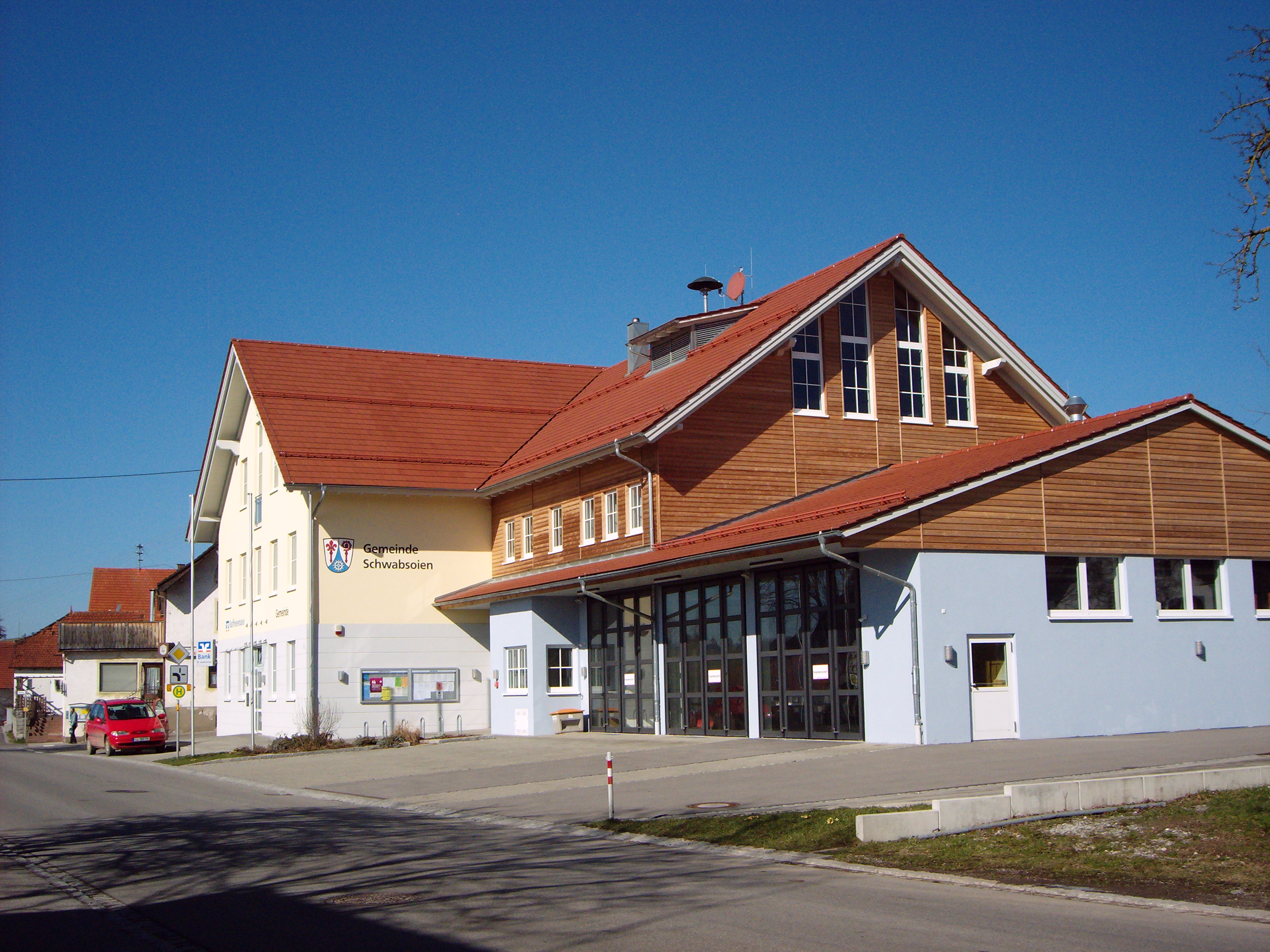
町役場

2020年からマンフレート・シュミート (Dorfgemeinschaft) が町長を務めている。

## 経済と社会資本
- 国民学校 1校